# Minerva di Arezzo
La Minerva di Arezzo è stata trovata nel 1541 ad Arezzo, durante gli scavi per un pozzo nei pressi della chiesa di San Lorenzo; altri scavi in quella stessa area effettuati all'inizio del nostro secolo hanno prodotto notevoli resti di una grande casa romana.
Le circostanze della scoperta sono poco conosciute e poco chiaro è lo stato originale di conservazione del monumento. Forse già nel XVI secolo furono effettuati dei primi restauri in bronzo, gesso e legno, probabilmente filologicamente più corretti rispetto a quelli attuali, che furono effettuati nel XVIII secolo.